# 异戊烯醇
异戊烯醇（3-甲基-2-丁烯-1-醇）是一种有机化合物，化学式为C5H10O，它是可溶于水的无色液体。

## 制备
异戊烯醇在工业上可由甲醛和异丁烯为原料反应，得到3-甲基-3-丁烯-1-醇后经异构化制得：